# Elisabeth Gehrer
Elisabeth Gehrer, née Pokorny le 11 mai 1942 à Vienne, est une femme politique autrichienne membre du Parti populaire autrichien (ÖVP).
Elle est ministre fédérale de l'Enseignement entre 1995 et 2007.

## Biographie

### Jeunesse et vie professionnelle
Elle déménage en 1949 avec ses parents à Innsbruck. Après avoir suivi une formation d'enseignante, elle devient professeur des écoles à Hart im Zillertal en 1961. Elle s'installe trois ans plus tard à Bregenz et occupe alors un poste dans une école de Lochau. Elle met un terme à sa carrière en 1966.

### Débuts en politique
En 1980, elle est élue au conseil municipal de Bregenz et se voit confier les délégations de la Musique et de la Coopération régionale. Aux élections régionales du 21 octobre 1984, elle est élue députée au Landtag de Vorarlberg.

### Ascension
Elle est désignée en 1989 présidente du groupe ÖVP au conseil municipal et vice-présidente du Landtag.
Le gouverneur de Vorarlberg Martin Purtscher la choisit le 9 mai 1990 pour occuper les fonctions de conseillère régionale à l'Aide au développement, à l'Éducation, à la Culture, à la Jeunesse, à la Famille, aux Femmes et aux Affaires communales. Elle est confirmée dans ses fonctions en 1994.

### Ministre fédérale
À l'occasion du remaniement ministériel du 4 mai 1995 du gouvernement fédéral de grande coalition, consécutif à l'élection de Wolfgang Schüssel à la présidence du Parti populaire, Elisabeth Gehrer est nommée à 43 ans ministre fédérale de l'Enseignement et des Affaires culturelles. Elle est alors la première femme à exercer cette fonction.
Elle est élue députée fédérale au Conseil national lors des élections législatives anticipées du 17 décembre 1995, puis reconduite au gouvernement.
Le 4 février 2000, après que Schüssel a formé son premier cabinet de coalition avec l'extrême droite, Gehrer devient ministre fédérale de l'Éducation, de la Science et de la Culture. Elle est maintenue à la constitution du gouvernement Schüssel II, en 2003.
Quatre jours après élections législatives du 1er octobre 2006 et du fait des mauvais résultats de l'ÖVP, elle annonce qu'elle renonce à exercer son mandat de députée fédérale et poursuivre son travail au sein du gouvernement. Elle est formellement remplacée le 11 janvier 2007 et quitte alors la vie politique. Ayant passé onze ans et dix mois au ministère fédéral de l'Enseignement, elle y établit le record de longévité au détriment de Fred Sinowatz, en poste pendant onze ans et cinq mois.

### Vie privée
En 1964, elle épouse Fritz Gehrer. Le couple aura trois fils.